# PGC 213790
LEDA/PGC 213790 ist eine Spiralgalaxie vom Hubble-Typ S mit aktivem Galaxienkern im Sternbild Löwe auf der Ekliptik, die schätzungsweise 954 Millionen Lichtjahre von der Milchstraße entfernt ist. Im selben Himmelsareal befinden sich u. a. die Galaxien IC 671, IC 673, NGC 3521.